# Ким, Николай Константинович
Николай Константинович Ким (род. 25 марта 1956, Москва, СССР) — советский и российский хард-рок, поп-рок и поп-исполнитель, автор музыки и текстов песен, широко известных в стране на рубеже 1980—90-х годов.

## Биография
Николай Константинович Ким родился 25 марта 1956 года в Москве, в семье военнослужащего. Отец — кореец: Ким Константин Сехоевич (деда звали Се Хой. Его родовые корни были в Северной Корее). Мама — украинка: Жугарева Наталья Николаевна. Отца перевели по службе на Север, в г. Инту. Родители были далеки от музыки, но в 6 лет отвели мальчика в музыкальную школу. В 12 лет бабушка Мария Филипповна подарила Коле гитару. Так, в 7-м классе (под влиянием группы «The Beatles») Николай Ким и решил, что его любимым делом будет музыка, а в 13 лет написал свою первую песню. В 16 лет стал бас-гитаристом вокально-инструментального ансамбля Дома культуры в городе Инта. Во время прохождения армейской службы был участником ансамбля музыкальной роты.
В конце 70-х годов Николай Ким играл на бас-гитаре во многих коллективах.

## Музыкальная карьера
В 1981 году образовался хард-рок-проект «Апрель». За несколько лет существования он обрёл популярность среди местных групп и явился новым опытом и отправной точкой для дальнейшей карьеры артиста.
В 1989 году появилась группа «Арамис». В составе этого коллектива Николай Ким исполнил целый ряд песен, которые многие помнят и любят до сих пор: «Жёлтое окно», «Девочка ждёт», «Королева двора», «Кот кошку любил», «Куда уходит день».
В 1990 году Николай Ким был приглашён на телешоу «50/50» , где полюбился публике и стал победителем, исполнив песни «Дагомыс», «Не говори мне нет», «Кот кошку любил» и «Девочка ждёт».
В 1991 году группа «Арамис» начала активно гастролировать с новой программой. В этом же году был снят клип на песню «Не говори мне нет» с участием актрисы Анны Самохиной.
В 1992 году музыканты приняли участие в VII зимнем фестивале поп-музыки в США.
В 1993 году группа «Арамис» становится лауреатом всесоюзного музыкального конкурса «Шлягер-93» и международного конкурса «Золотая фортуна». На премии «Овация» была исполнена песня «Мы с тобой одни».
1994 год ознаменовался выходом первого альбома под названием «Девочка ждёт». В этом же году Николай Ким написал текст песни «Ночная гостья» для российского исполнителя Сергея Беликова.
В 1996 году Николай Ким готовит репертуар нового альбома, модернизирует состав. К концу 1996 года он выглядит так: Николай Ким — вокал, гитара; Олег Кузнецов — клавишные; Виктор Кравченко — бас; Тимур Мигенейшвили — ударные. Закончена запись и нового альбома «Звезда на север». В нём тоже много танцевальных романтических мелодий, но есть и бит-баллады в традициях «Creedence Clearwater Revival» и «Animals» («Звезда на север» и «Твой друг»). Альбом выходит в следующем — 1997 году. Однако, достойной рекламы он не имеет, и, вскоре, Николай Ким решает сделать вынужденный творческий перерыв. В это время он не прекращает писать песни и готовить новую программу. Спустя 14 лет состоялось возвращение артиста на сцену и возобновление студийной работы.
В 2012 году у нескольких песен («Девочка ждёт», «Королева двора», «Кот кошку любил») появилось новое звучание, благодаря композитору и аранжировщику из Санкт-Петербурга Тимуру Ибрагимову. Совместно с питерскими музыкантами из группы ЛМК (Андрей Дятлов, Владимир Ткачёв, Тимофей Чернавин) были сняты видеоклипы на песни «Девочка ждёт» и «Королева двора».
Группа «Арамис» явилась хорошей творческой школой ещё для одного музыканта — Александра Шоуа (дуэт «Непара»), который с 1992 года выступал в качестве бэк-вокалиста, клавишника и аранжировщика.
Николай Ким является постоянным участником фестиваля «Дискотека СССР». На его песни исполняется множество кавер-версий.

## Дискография
- 1992 — «До свидания, любовь»;
- 1993 — «Бог с тобой»;
- 1994 — «Девочка ждёт» («Aprelevka Sound Inc.», LP, M 0084 / «Np-Records, A&T TRADE», CD, НП 94020);
- 1997 — «Звезда на север»;
- 2012 — «Огонь и лёд».

## Видеография
- 1991 — «Не говори мне нет»;
- 1994 — «Валерия»;
- 1996 — «Слышишь, мама»;
- 2012 — «Девочка ждёт...»;
- 2012 — «Королева двора».

## Награды и звания
- 1993 — лауреат телевизионного фестиваля «Шлягер года»;
- 1999 — лауреат международного конкурса «Золотая фортуна».